# Lissoclinum polyorchis
Lissoclinum polyorchis is een zakpijpensoort uit de familie van de Didemnidae. De wetenschappelijke naam van de soort is voor het eerst geldig gepubliceerd in 1992 door Monniot.